# Course de Hongrie des voitures de tourisme
La Course de Hongrie des voitures de tourisme (FIA WTCC Race of Hungary) est une épreuve du Championnat du monde des voitures de tourisme depuis 2011. Toutes les courses ont eu lieu sur le Hungaroring proche de Budapest. Le tracé utilisé est le même que pour la Formule 1.

## Palmarès
| Saison | Course   | Pilote            | Constructeur | Circuit     |
| ------ | -------- | ----------------- | ------------ | ----------- |
| 2011   | Course 1 | Alain Menu        | Chevrolet    | Hungaroring |
| 2011   | Course 2 | Yvan Muller       | Chevrolet    | Hungaroring |
| 2012   | Course 1 | Yvan Muller       | Chevrolet    | Hungaroring |
| 2012   | Course 2 | Norbert Michelisz | BMW          | Hungaroring |
| 2013   | Course 1 | Yvan Muller       | Chevrolet    | Hungaroring |
| 2013   | Course 2 | Robert Huff       | SEAT         | Hungaroring |
| 2014   | Course 1 | Yvan Muller       | Citroën      | Hungaroring |
| 2014   | Course 2 | Gianni Morbidelli | Chevrolet    | Hungaroring |
| 2015   | Course 1 | José María López  | Citroën      | Hungaroring |
| 2015   | Course 2 | Norbert Michelisz | Honda        | Hungaroring |
| 2016   | Course 1 | Mehdi Bennani     | Citroën      | Hungaroring |
| 2016   | Course 2 | José María López  | Citroën      | Hungaroring |
| 2017   | Course 1 | Tiago Monteiro    | Honda        | Hungaroring |
| 2017   | Course 2 | Mehdi Bennani     | Citroën      | Hungaroring |
| 2018   | Course 1 | Yann Ehrlacher    | Honda        | Hungaroring |
| 2018   | Course 2 | Rob Huff          | Volkswagen   | Hungaroring |
| 2018   | Course 3 | Gabriele Tarquini | Hyundai      | Hungaroring |
| 2019   | Course 1 | Néstor Girolami   | Honda        | Hungaroring |
| 2019   | Course 2 | Néstor Girolami   | Honda        | Hungaroring |
| 2019   | Course 3 | Gabriele Tarquini | Hyundai      | Hungaroring |